# Liga de Baloncesto Superior de Costa Rica
La Liga de Baloncesto Superior de Costa Rica es la máxima categoría del baloncesto costarricense. La Liga de Baloncesto Superior fue creada en el año 2005 por la Federación Costarricense de Baloncesto, (FECOBA). La LBS, sustituyó al Campeonato Nacional de Baloncesto de Primera División, que inició desde 1933. La LBS fue introducida durante el mandato del señor Heiner Ugalde, presidente de la Federación.
Los equipos que conforman la Liga Superior de Baloncesto de Costa Rica para la temporada 2025 son Coopenae ARBA San Ramón, Escazú, Grecia, Limon Sharks, Colegio de Abogados-Seminario E.L., Roswell, Metrópoli Cartago, Puntarenas PFC y AAB Jaguars.

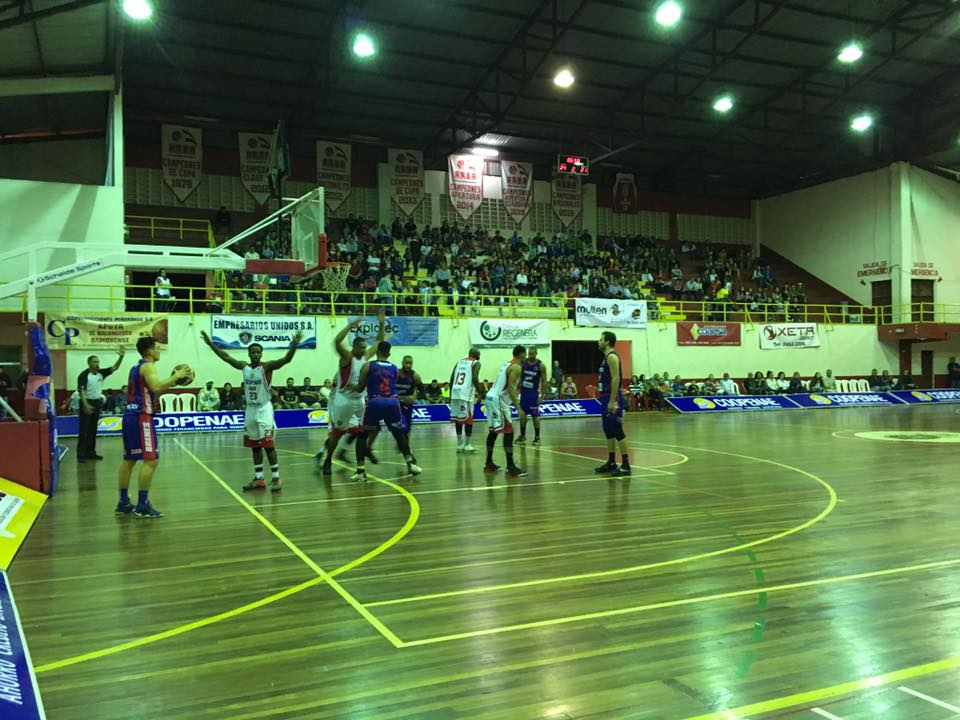
Partido entre ARBA San Ramón y Ferretería Brenes Barva en el gimnasio Rafael Rodríguez. 7 de abril de 2017.

En la temporada 2025 de Liga de Baloncesto Superior de Costa Rica los equipos integrantes juegan todos contra todos en partidos de ida y vuelta. Al final de la temporada regular, los ocho equipos clasifican a los playoffs, cabeza de series de acuerdo a su posición en la tabla final.  Se juegan series de eliminatorias para los cuartos de final, los semifinales y las finales. El equipo inferior en la clasificación abre de casa, mientras que el segundo y tercer juego se juega en casa del clasificado superior. El equipo que logra ganar dos juegos avanza a la siguiente ronda hasta que se determine un campeón.
En años pasados se ha usado distintos formatos. Algunas temporadas ha tenido formato de Apertura y Clausura donde el torneo se divide en dos temporadas: Apertura y Clausura. El equipo que gane tanto el Apertura como el Clausura se corona como el campeón nacional. En caso de que las dos temporadas hayan sido ganadas por equipos diferentes, los ganadores de cada temporada van a la gran final, donde se decide el campeón nacional del baloncesto de Costa Rica.
Los equipos con más campeonatos son el Seminario E. L. (Actualmente jugando junto al Colegio de Abogados en un solo equipo) con 19 campeonatos nacionales, Ferretería Brenes Barva (extinto) con 9 campeonatos y el Liceo de Costa Rica (extinto) con 8 campeonatos.
Actualmente los equipos más importantes del país son Escazú Comité de Baloncesto y ARBA San Ramón. El tercer equipo en importancia es Puntarenas Pelicans PFC (campeón en el 2023). Aunque la UCR (Universidad de Costa Rica) posee 7 títulos nacionales -ganados en las décadas de los 50´s, 60´s, 70´s-, tiene más de 40 años sin ganar un campeonato nacional y actualmente no está en la Liga Superior de Baloncesto.

## Equipos - Temporada 2025
| Equipo                      | Campeonatos | Ciudad        | Temporadas |
| --------------------------- | ----------- | ------------- | --- |
| Abogados Seminario E.L      | 19          | San José      | 1947, 1948, 1949, 1953, 1961, 1962, 1969, 1970, 1975, 1976, 1977, 1978, 1980, 1981, 1982, 1983, 1988, 1989, 2024 |
| UCR                         | 7           | Montes de Oca | 1952, 1954, 1964, 1968, 1971, 1972 y 1973                                                                        |
| Escazú Comité de Baloncesto | 6           | Escazú        | 2001, 2018, 2020, 2021, 2022, 2025                                                                               |
| Copenaee ARBA               | 4           | San Ramón     | 2012, 2015, 2017, 2019                                                                                           |
| Grecia                      | 1           | Grecia        | 1999 |
| Pelicans PFC                | 1           | Puntarenas    | 2023 |

| Equipo                  | Ciudad     | Sede                                     |
| ----------------------- | ---------- | ---------------------------------------- |
| Coopenae ARBA           | San Ramón  | Gimnasio Rafael Rodríguez                |
| Pelicans PFC Basketball | Puntarenas | Gimnasio Municipal de Puntarenas         |
| Metrópoli Fighters      | Cartago    | Ciudad Universitaria Rodrigo Facio       |
| Grecia                  | Grecia     | Polideportivo Griego                     |
| Escazú ESCOBA           | Escazú     | Liceo de Escazú                          |
| Roswell Basketball      | San José   | Colegio La Salle                         |
| Limón Sharks            | Limón      | Gimnasio Eddy Bermúdez                   |
| Abogados-Seminario E.L. | San José   | Colegio de Abogados y Colegio Seminario  |
| AAB Jaguars             | Santa Ana  | Colegio Técnico Profesional de Santa Ana |

## Máximos campeones de la Primera División de Baloncesto
| Año  | Campeón                      | Entrenador          |
| ---- | ---------------------------- | ------------------- |
| 1933 | Liceo E. G.                  |                     |
| 1934 | Liceo E. G.                  |                     |
| 1935 | Liceo E. G.                  |                     |
| 1936 | Desierto                     |                     |
| 1937 | La Libertad                  |                     |
| 1938 | Sociedad Gimnástica Española |                     |
| 1939 | Sociedad Gimnástica Española |                     |
| 1940 | Sociedad Gimnástica Española |                     |
| 1941 | La Libertad                  |                     |
| 1942 | La Libertad                  |                     |
| 1943 | La Libertad                  |                     |
| 1944 | Orión                        |                     |
| 1945 | La Libertad                  |                     |
| 1946 | La Libertad                  |                     |
| 1947 | Seminario E. L.              |                     |
| 1948 | Seminario E. L.              |                     |
| 1949 | Seminario E. L.              |                     |
| 1950 | Desierto                     |                     |
| 1951 | Desierto                     |                     |
| 1952 | UCR                          |                     |
| 1953 | Seminario E. L.              |                     |
| 1954 | UCR                          |                     |
| 1955 | La Libertad                  |                     |
| 1956 | Desierto                     |                     |
| 1957 | Desierto                     |                     |
| 1958 | Agencias Aliadas             |                     |
| 1959 | Agencias Aliadas             |                     |
| 1960 | Agencias Aliadas             |                     |
| 1961 | Seminario E. L.              |                     |
| 1962 | Seminario E. L.              |                     |
| 1963 | Rabbit                       |                     |
| 1964 | UCR                          |                     |
| 1965 | Tennis Club                  |                     |
| 1966 | Amón                         |                     |
| 1967 | Tennis Club                  |                     |
| 1968 | UCR                          |                     |
| 1969 | Seminario E. L.              |                     |
| 1970 | Seminario E. L.              |                     |
| 1971 | UCR                          |                     |
| 1972 | UCR                          |                     |
| 1973 | UCR                          |                     |
| 1974 | Los Ángeles N. R.            |                     |
| 1975 | Seminario E. L.              | Jaime Peña          |
| 1976 | Seminario E. L.              | Jaime Peña          |
| 1977 | Seminario E. L.              | Jaime Peña          |
| 1978 | Seminario E. L.              | Jaime Peña          |
| 1979 | Liceo de Costa Rica          | Luis Berrios        |
| 1980 | Seminario E. L.              | Jaime Peña          |
| 1981 | Seminario E. L.              | Jaime Peña          |
| 1982 | Seminario E. L.              | Jaime Peña          |
| 1983 | Seminario E. L.              | Jaime Peña          |
| 1984 | UACA                         | Erwin Wino Knohr    |
| 1985 | Limon-RECOPE                 | Jose Miller         |
| 1986 | UCA-MUCAP                    | Rigoberto Morris    |
| 1987 | Liceo de Costa Rica          | Erwin Wino Knohr    |
| 1988 | Seminario E. L.              | Jaime Peña          |
| 1989 | Seminario E. L.              | Jaime Peña          |
| 1990 | Liceo de Costa Rica          | Rigoberto Morris    |
| 1991 | Liceo de Costa Rica          | Rigoberto Morris    |
| 1992 | UIA                          | Erwin Wino Knohr    |
| 1993 | UIA                          |                     |
| 1994 | UIA                          |                     |
| 1995 | Desierto                     |                     |
| 1996 | Limón ALIBA                  |                     |
| 1997 | Limón ALIBA                  |                     |
| 1998 | Limón ALIBA                  | Humberto Lynch      |
| 1999 | Grecia                       | Ricardo Sánchez     |
| 2000 | Liceo de Costa Rica          | Braulio Rivas       |
| 2001 | Escazú                       | Rodolfo Fonseca     |
| 2002 | Limón ALIBA                  | Humberto Lynch      |
| 2003 | Liceo de Costa Rica          | Alejandro Fernández |
| 2004 | Liceo de Costa Rica          | Alejandro Fernández |
| 2005 | Liceo de Costa Rica          | Alejandro Fernández |
| 2006 | Ferretería Brenes Barva      | Alexis Monge        |
| 2007 | Ferretería Brenes Barva      | Luis Blanco         |
| 2008 | Ferretería Brenes Barva      | Luis Blanco         |
| 2009 | Ferretería Brenes Barva      | Luis Blanco         |
| 2010 | Ferretería Brenes Barva      | Luis Blanco         |
| 2011 | Ferretería Brenes Barva      | Jimmy Garcia        |
| 2012 | Coopenae USJ ARBA San Ramón  | Joshua Erickson     |
| 2013 | Ferretería Brenes Barva      | Jorge Arguello      |
| 2014 | Ferretería Brenes Barva      | Jorge Arguello      |
| 2015 | Coopenae ARBA San Ramón      | Joshua Erickson     |
| 2016 | Ferretería Brenes Barva      | Mariela Iglesias    |
| 2017 | Coopenae ARBA San Ramón      | Daniel Simmons      |
| 2018 | Escazu                       | Nicolas Marin       |
| 2019 | Coopenae ARBA San Ramón      | Daniel Simmons      |
| 2020 | Escazu                       | Nicolas Marín       |
| 2021 | Escazu                       | Nicolas Marín       |
| 2022 | Escazu                       | Nicolas Marín       |
| 2023 | Puntarenas Pelicans PFC      | Rodolfo Fonseca     |
| 2024 | Abogados-Seminario E.L.      | Pablo Martinez      |
| 2025 | Escazu                       | Nicolas Marín       |

| Equipo                                  | Campeonatos |
| --------------------------------------- | ----------- |
| Abogados- Seminario E. L.               | 19          |
| Liceo de Costa Rica (3 como Liceo E.G.) | 11          |
| Ferretería Brenes Barva                 | 9           |
| UCR                                     | 7           |
| La Libertad                             | 7           |
| Escazu                                  | 6           |
| Limón                                   | 5           |
| ARBA San Ramón                          | 4           |
| Agencias Aliadas                        | 3           |
| Sociedad Gimnástica Española            | 3           |
| Tennis Club                             | 2           |
| Grecia                                  | 1           |
| Puntarenas Pelicans PFC                 | 1           |

## Detalles de las siglas de los equipos
- Seminario E. L. (padre Eduardo Löffelholz)
- San Ramón ARBA (Asociación Ramonense de Baloncesto)
- UCR (Universidad de Costa Rica)
- UIA (Universidad Internacional de las Américas)
- Liceo E. G. (Eduardo Garnier)
- Los Ángeles N. R. (Nazario Reyero)

## Temporada 2006
En el año 2006, el campeonato fue disputado en la rama femenina y masculina.En la versión masculina del campeonato, hubo 10 equipos que se enfrentarán todos contra todos. Los primeros ocho equipos clasificaron a un "playoff" análogo al de la NBA, con cuatro series iniciales con equipos cabeza de series de la primera a octava posición. En cada serie, los equipos jugaron tres partidos (si necesario) donde el equipo que gana dos veces avanzaba a la siguiente ronda. El campeonato se divide en dos: apertura y clausura, si hay distintos ganadores se hará una final definitiva al mejor de 3 encuentros.
Algunos de los jugadores más destacados son:
Clifford Smith, Henry Martínez, Luis Castillo, David Gourzong, Franklyn Ferguson, Iván Jaén, Isaac St. Rose, Jackie Acuña y otros.
El campeón de apertura fue Barva, ganando en la serie final 2-1 contra Liceo de Costa Rica. El campeón de clausura fue Barva venciendo al equipo de Saprissa en la final de los playoffs. Este resultado le dio su primer campeonato a Barva.

## Temporada 2007
La temporada del 2007 inicia con 12 equipos separados en dos grupos. La temporada se divide en un torneo de apertura y un torneo de clausura. Cada equipo jugara dos juegos contra cada equipo dentro de su grupo y un juego contra cada equipo del otro grupo. Los primeros cuatro equipos de cada grupo clasifican a los play-offs.
Se ha visto un gran traslado de jugadores entre temporadas con varios jugadores estrellas cambiando equipo: Henry Martínez (Barva a Saprissa), Luis Castillo (Liceo a Barva), Ivan Jaen (Liceo a Saprissa), Daniel Simmons (Seminario a Santa Cecilia).
Esta temporada habrá una trasmisión en vivo de dos partidos por semana en el Canal 13 de Costa Rica.

### Grupo 1
- Banco Nacional - Liceo de Costa Rica (Entrenador: Alejandro Fernandez)
- Santa Cecilia (Entrenador: Gustavo Ramírez)
- Escazú (Entrenador: Nicolas Marin)
- Santa Ana
- Saprissa Basket (Entrenador: Neil B Gottlieb)
- Pérez Zeledón (Entrenador: Jimmy Rojas)

### Grupo 2
- Ferretería Brenes Barva (Entrenador: Luis Blanco)
- Seminario (Entrenador: Jorge Arguello)
- BCR Limón (Entrenador: Humberto Lynch)
- Turrialba
- Universidad de Costa Rica (Entrenador: Didier Alvarado)
- Goicochea (Entrenador: Alexis Monge)

### Torneo de Apertura 2007
Primera Ronda
- 1 Saprissa d 8 Escazu, 2-0
- 2 Santa Cecilia d 7 Seminario, 2-1
- 3 Ferretería Brenes Barva d 6 UCR, 2-0
- 4 BCR Limón d 5 BNCR Liceo de Costa Rica, 2-1

Semifinales
- 1 Saprissa d 4 BCR Limón, 2-1
- 3 Ferretería Brenes Barva d 2 Santa Cecilia, 2-0

Finales
- 1 Saprissa d 3 Ferretería Brenes Barva, 2-1

Campeón Apertura 2007: Saprissa

### Torneo de Clausura 2007
Primera Ronda
- 1 Ferretería Brenes Barva d 8 Escazu, 2-0
- 2 Limond d 7 Goicochea, 2-0
- 3 Santa Cecilia d 6 UCR, 2-0
- 4 BNCR Liceo de Costa Rica d 5 Saprissa, 2-1

Semifinales
- 1 Ferretería Brenes Barva d 4 Liceo, 2-1
- 3 Limon d 2 Santa Cecilia, 2-1

Finales
- 1 Ferretería Brenes Barva d 3 Limon, 2-1

Campeón Clausura 2007: Ferreterria Brenes Barva

### Final Nacional
Serie 3 de 5
Juego #1: Barva 78 Saprissa 72
Juego #2: Barva 77 Saprissa 65
Juego #3: Barva 73 Saprissa 56
Campeón Nacional 2007: Ferretería Brenes Barva

## Campeonatos de baloncesto femenino
- 1972: UNA
- 1973: UNA
- 1974: UNA
- 1975: UNA
- 1976: UCR
- 1977: UCR
- 1978: INSA
- 1979: LACSA
- 1980: LACSA
- 1981: LACSA
- 1982: UNA
- 1983: LACSA
- 1984: LACSA
- 1985: LACSA
- 1986: LACSA
- 1987: LACSA
- 1988: LACSA
- 1989: LACSA
- 1990: LACSA
- 1991: UCR
- 1992: LACSA
- 1993: Aeronaves
- 1994: IESP
- 1995: LACSA
- 1996: LACSA
- 1997: LACSA
- 1998: LACSA
- 1999: LACSA
- 2000: LACSA
- 2018: Coronado
- 2019: Coronado
- 2020: Coronado
- 2021: EAGLES Basketball
- 2022: Basket Consultants (Antiguo EAGLES Basketball)
- 2023: GOLD San José (Antiguo Colegio Seminario)

Significado de las siglas
LACSA (Líneas Aéreas Costarricenses)
UNA (Universidad Nacional)
UCR (Universidad de Costa Rica)
INSA (Instituto Nacional sobre Alcoholismo)
IESP (Instituto de Enseñanza Superior para Universitarias)

## Máximos campeones de baloncesto femenino
| Equipo                               | Campeonatos |
| ------------------------------------ | ----------- |
| LACSA                                | 18          |
| UNA                                  | 5           |
| UCR                                  | 3           |
| Coronado                             | 3           |
| Basket Consultants/EAGLES Basketball | 2           |
| IESP                                 | 1           |
| GOLD San José                        | 1           |
| INSA                                 | 1           |
| Aeronaves                            | 1           |